# كراي إكس تي 5
كراي إكس تي 5 (بالإنجليزية:Cray XT5) هو الإصدار المحدث من الكمبيوتر العملاق Cray XT4 ، والذي تم إطلاقه في 6 نوفمبر 2007. يتضمن إصدارًا أسرع من جهاز التوجيه SeaStar2 الخاص بـ XT4 المسمى SeaStar2 + تتميز الحواسب الفائقة من نوع Cray XT5 بقدرة فائقة على زيادة الأداء وهي تستخدم معالجات إيه إم دي أبترون التي تحوي من أربع إلى ثمان نواة معالجة ويتم استخدام ذاكرة فيزيائية من نوع DDR2. يتميز هذا النظام بمقدرة كبيرة على التعامل مع قواعد البيانات الضخمة لتوفر أداء عالي في التطبيقات الضخمة ويتفادى هذا النظام التعقيدات الزمنية التي قد تنتج مع البنى العنقودية في المعالجة التعددية المتوازية.
الحوسبة المتوازية (التفرعية) هو الاستخدام المتزايد للمعالجات متعددة (وحدات المعالجة المركزية) للقيام بالأعمال الحاسوبية معا. في الأجهزة التقليدية البرمجة (التسلسلية)، ومعالج واحد ينفذ تعليمات البرنامج في خطوة خطوة. بيد أن بعض العمليات تتكون من العديد من الخطوات التي لا يرتبط بعضها ببعض، وبالتالي يمكن تقسيمها إلى مهام متعددة ليتم تنفيذها في وقت واحد. على سبيل المثال، إضافة عدد إلى جميع عناصر مصفوفة لا يتطلب أن تكون النتيجة التي يتم الحصول عليها من حساب أحد العناصر قبل نتيجة حساب العنصر التالي. لذلك فأن حساب العناصر في المصفوفة من الممكن أن تتاح لمعالجات متعددة والمجاميع من الممكن أن نؤديها في وقت واحد، وسنحصل على النتائج بسرعة أكبر بكثير بالشكل التفرعي فيما إذا تمت العمليات بشكل تسلسلي.
الحوسبة المتوازية ممكن أن نؤديها على أنظمة الذاكرة المشتركة(shared-memory systems) مع وحدات المعالجة المركزية المتعددة، أو وزعت على مجموعات من الذواكر والعناقيد(distributed-memory clusters) التي تتكون من أنظمة الذاكرة المشتركة الأصغر، أو نظم وحدة المعالجة المركزية الوحيدة.

## ميزاته

### البنية التكوينية
يتكون هذا الحاسب من عدة خزائنcabinets التي هي أكبر مكون حجمي وتحوي كل منها عدة شفرات وكل شفرة يوجد فيها أربع عقد التي يختلف فيها عددالمعالجات حسب نوع العقدة التي قد تكون إما عقدة خدمة المتضمنة معالج واحد من نوع AMD Opteron وإما أن تكون معالجة التي تحوي معالجين أيضاً من نوع AMD Opteron وإن اجتماع هذه الخزائن يكون البنية التفرعية.
نظراً لما سبق فإن الشفرة الواحدة يمكن أن يصل عدد نوى المعالجة فيها إلى 64 نواة، كما أن كل خزانة تحوي 192 معالج وبالتالي فإن كل خزانة تحوي 768 أو 1536نواة معالجة.

### أداء واستهلاك الكبينة
إن معيار floaps يقدر ب 7إلى 12تيرا لكل خزانة وهذه الخزانة تستهلك طاقة بما يقدر32 إلى 42.7كيلو واط.

### بنيته التفرعية
ان لكل معالج ذاكرة خاصة به وعندما يريد معالج ما في عقدة معينة الوصول إلى بيانات موجودة لدى عقدة أخرى فإنه يدخل إلى شبكة توصيل تؤمن له هذا النفاذ.إذاً يعتبر هذا البنيان من نوعميمد
كما أنه يعتمد نظام الذاكرة الموزعة أي يمكن توصيفه بأنه:Distributed Memory _ Multiple Instruction Multiple Data

### شبكات التوصيل
يعتمد هذا النظام الشبكة العروية للتوصيل التي تتميز أنها ثلاثية الأبعاد فالعقدة تحوي شريحة توصيل من نوع Cray SeaStar2+ التي تؤمن اتصال العقدة مع ست عقد أخرى بواسطة ست وصلات بعرض حزمة 9.6GB/s.

### المعالج والذواكر
إن كل نواة في المعالج تملك ذاكرة خابية للتعليمات بسعة 64KB وذاكرة خابية أخرى للبيانات بسعة 65KB وهاتان الذاكرتان هما من المستوى الأول أما المستوى الثاني فإن لكل نواة هناك ذاكرة خابية من المستوى الثاني بسعة 512kb وهناك ذاكرة مشتركة بسعة 6MB. إن لكل عقدة هناك ذاكرة مستقلة من نو DDR2مع وجود تقنية تصحيح الأخطاءECC.
== تطور نظام XT ==
Oak Ridge National Laboratory's Cray XT5 "Jaguar" Supercomputer
World's Most Powerful Computer is #1 on Top500
تطور نظام XT
إن نظام XT قد نما بسرعة خلال سلسلة من التقدم منذ أن تم تثبيتها على النحو 25 تيرافلوب(25-teraflop) XT3 في عام 2005. بحلول أوائل عام 2008 كان جاكوار هو كراي XT4 (Cray XT4) 263 –تيرافلوب(263-teraflop) قادرة على حل بعض المشاكل الأكثر تحديا التي لا يمكن حلها بطريقة أخرى. في عام 2008 تم توسيع جاكوار مع إضافة كراي XT5 1.4 petaflop، وفي خريف عام 2009 تمت ترقية النظام مع ستة نوى إيه إم دي أوبتيرون(Six-Core AMD Opteron processors)، وزيادة عدد من نوى المعالجة لأكثر من 000,224 مرتبطة داخليا مع شبكتها + SeaStar2

جاكوار كراي XT5 النظام المثبت في DOE's Oak Ridge National Laboratory مختبر أوك ريدج الوطني في المرتبة الثانية، حيث بلغ 1.059 petaflop / s.

## التقسيم XT5 Partition
التقسيم 
XT5 يحتوي على 224,256 نواة للحساب فقط بالإضافة إلى عقد مكرسة للدخول / عقد الخدمة. كل عقدة حساب يحتوي على اثنين من ست معالجات أيه إم دي أوبتيرون، 16GB الذاكرة، وجهاز توجيه سيستار2 +
وجهاز توجيه سيستار2 + يحتوي على peak bandwidth of 57.6GB/s
نظام التشغيل لجاكوار هي بيئة كراي لينكس. هذه عبارة عن نسخة كاملة المواصفات من لينكس على عقد الخدمة، وعقدة الحساب لينكس النواة-المصغرة على عقد الحساب

نظام كراي XT5 
صمم من الألف إلى الياء من أجل قابلية التوسيع وهو مصمم لضمان الأداء العالي للتطبيقات والوصول السريع للدخل /الخرج إلى قواعد البيانات الكبيرة.
باستخدام نوى المعالج أيه إم دي أوبتيرون ™، فإن نظام كراي XT5 يدعم Cray XT4™ blades
== Cray XT5h Hybrid Supercomputer ==
The blades الشعاعية الحسابية للحاسب العملاق لكراي XT5h تدعى Cray X2 blades وهي تزود bandwidthعالي وقدرة معالجة شعاعية 
عقد Cray X2 الحسابية هي نواة البناء للنظام وهي تحوي أربع وحدات معالجة مركزية منفذة ك: four-way SMP، ومع 64 غيغا بايت من الذاكرة المشتركة، كل عقدة Cray X2 هي قادرة على أداء أكثر من 100 غيغا فلوبس من ال peak والأنظمة يمكن تحجيمها إلى 1،024معالجات و 16 تيرابايت من الذاكرة القابلة للعنونة عالميا.
== About “Jaguar”XT5 ,XT4 ==
About “Jaguar”XT5 ,XT4:
•	Cray XT computer system نظام كراي إكس تي للكمبيوتر
•	Top500 rank: 1st for XT5 component and 16th for XT4 component
•	XT4 في عناصر المرتبة 16 وXT5 عناصر المرتبة الأولى في
•	2.595 petaflop/s peak for the combined system أداء نظريا (2.332 petaflop/s from XT5 and 0.263 petaflops from XT4)
•	سرعة قصوى: 1.759 petaflop/s actual performance for the XT5 and 0.205 petaflop/s for the XT4 on HPL benchmark program
•	255,584 processing cores
•	XT5: 37,376 AMD six-core Istanbul OpteronTM 2.6 gigahertz processors (224,256 compute cores)
•	XT4: 7,832 AMD four-core Budapest OpteronTM 2.1 gigahertz processors (31,328 compute cores)
•	InfiniBand network connects XT5 and XT4 components
•	Cray SeaStar network interface and router
•	System memory: 362 terabytes (almost three times that of the second largest system)
•	Unmatched input/output bandwidth to read and write files: 284 gigabytes per second
•	Sizable storage: Spider, a 10-petabyte Lustre-based shared file system
•	Speedy Internet connections enable users to access Jaguar from around the world.

## وصلات خارجية
- http://www.cray.com/Assets/PDF/products/xt/Tabor_XT5_Whitepaper.pdf
- http://www.cray.com/Assets/PDF/products/xt/CrayXT5Brochure.pdf
- http://www.cray.com/Assets/PDF/products/xt/CrayXT5Blade.pdf